# アメリカ極東軍
極東軍（きょくとうぐん、Far East Command (FECOM)）は、1947年から1957年まで存在した、アメリカ軍の統合軍の一つである。連合国占領下の日本および朝鮮を管轄した。

## 歴史
極東軍は1947年1月1日に創設され、1957年7月1日に、機能を太平洋軍（現 インド太平洋軍）に移管して廃止された。初代の極東軍司令官(CINCFE)はダグラス・マッカーサーで、1951年に解任されてマシュー・リッジウェイが後任となった。その後はマーク・W・クラーク、ジョン・E・ハル、マクスウェル・D・テイラー、ライマン・レムニッツァーが務めた。
極東軍のもとには極東空軍司令官(Commanding General, Far East Air Forces (CG FEAF))と極東海軍司令官(Commander, Naval Forces, Far East (COMNAVFE))もいた。しかし、マッカーサー自身は陸軍出身で、極東陸軍司令官(Commanding General, Army Forces Far East (CG AFFE))を兼任し、極東陸軍の直接指揮権を持っていた。マッカーサーが率いる幕僚は、空軍と海軍も参加する統合戦略計画作戦グループ(Joint Strategic Plans and Operations Group (JSPOG))を除けば、基本的に陸軍で固められていた。なお、海兵隊の中国海兵師団（第1海兵師団、第6海兵師団）は極東軍には属さず、報告は太平洋軍と海軍に行っていた。
1947年当初、極東軍の陸軍部隊は第8軍、第24軍団、在朝鮮アメリカ陸軍司令部、琉球司令部、フィリピン司令部、マリアナ＝ボニン司令部(MARBO)で構成されていた。極東軍には陸軍の総司令部はなく、これらの陸軍部隊はCINCFEであるマッカーサーに直属していた。極東空軍と極東海軍もCINCFEに直属しており、マッカーサーは当初7つの部隊を指揮していた。
1947年1月、アジア太平洋地域におけるアメリカ軍の大規模な再編により、マリアナ＝ボニン司令部(Marianas-Bonins Command, MARBO)が設置された。MARBO SSIは1948年8月8日に承認された。小笠原諸島（ボニン諸島）とマリアナ諸島を太平洋軍と極東軍のどちらの管轄とするかが争点となった。太平洋の全島嶼を1つの戦略的実体とみなしていた海軍に対し、陸軍は極東軍が緊急時に小笠原諸島・マリアナ諸島の軍事資源を利用できるようにすることを主張した。そのため、小笠原諸島の現地部隊と施設の管理は極東軍の担当となり、この地域の海軍の管理と兵站は太平洋軍の管轄となった。
1945年9月2日の日本の降伏文書調印後、琉球諸島は1945年9月21日から1946年6月30日までアメリカ海軍省が管理し、沖縄海軍作戦基地司令官が太平洋艦隊司令長官の権限の下で最高軍政官として統治を行った。1946年4月1日、統合参謀本部の承認のもとで海軍省から陸軍省に管理が移管された。在太平洋アメリカ陸軍総司令部(GHQ AFPAC)からの実施指示に従い、沖縄基地司令部は1946年7月1日付で琉球司令部(Ryukyus Command)に改称し、軍政担当副司令官の下で琉球諸島の管理を行うこととなった。1946年7月1日から11月30日までは琉球司令部、1946年12月1日から1948年7月31日まではフィリピン・琉球司令部(Philippines-Ryukyus Command)、1948年8月1日から1950年12月15日までは琉球司令部(Ryukyuan Command)が琉球諸島の管理を行った。いずれの本部も、普天間基地の近くのフォート・バックナーに置かれた。フィリピン・琉球司令部(PHILRYCOM)はフィリピン司令部(PHILCOM)と琉球司令部(RYCOM)の統合により発足したものだったが、1948年8月1日に元の2つの司令部に分離された。
1950年6月、東京都千代田区有楽町の第一生命館内に、GHQ本部とともに極東軍の本部が置かれた。エドワード・アーモンド少将が参謀長、ドイル・ヒッキー少将が副参謀長となった。傘下の陸軍の主な部隊は、ウォルトン・ウォーカー中将が率いる第8軍、ウォルター・L・ワイブル少将が率いるGHQ本部・サービスグループ、ジョセフ・R・シーツ少将が率いる琉球司令部(RYCOM)、ロバート・S・ベイトラー少将が率いるマリアナ＝ボニン司令部(MARBO)だった。フィリピンでは、ハワード・M・ターナー空軍少将率いるフィリピン司令部(PHILCOM)を通じて第13空軍が米軍施設を管理した。極東海軍はC・ターナー・ジョイ海軍中将が指揮した。極東空軍はジョージ・E・ストラトマイヤー中将が指揮した。極東海軍と極東空軍の司令部は、東京都内の第一生命館とは別の場所に置かれた。司令部予備軍として第16軍団が1951年4月に活動を開始した。
1950年12月15日、極東軍の指令により琉球列島米国民政府(USCAR)が設置された。USCARは1950年から1971年まで、陸軍省の下で沖縄の統治を行った。
朝鮮戦争中の1951年、統合参謀本部は小笠原諸島、マリアナ諸島、フィリピン、台湾の管轄を極東軍から太平洋軍に移管した。
1952年にマッカーサーが極東軍の司令官を解任された後、他の2つの司令部と同格のものとして極東陸軍司令部が組織された。
1956年、極東軍の処遇について意見が対立し、統合参謀本部は国防長官に判断を委ねた。統合参謀本部のメンバーのうち4人は、極東軍を廃止して、その機能を太平洋軍に引き継ぐよう勧告した。彼らは、日本と朝鮮半島における米軍の戦力が低下していることを考慮すると、西太平洋・極東地域で2つの司令部を置くことは止めるべきであると考えていた。一方、陸軍参謀総長は極東軍の廃止に反対していた。彼は、極東軍司令官の複数の機能を分割することは、非効率とコスト増をもたらすと主張した。そして、むしろ極東軍を拡大し、共産主義の脅威が高まっている東南アジア、台湾、インドネシア、フィリピンなどの地域も管轄することを望んでいた。国防長官は極東軍の廃止を選択し、大統領もその決定を承認した。

## 歴代最高司令官
| 代 | 最高司令官                | 最高司令官                                 | 任期          | 任期          | 任期       | 所属組織 |
| 代 | 肖像                      | 氏名                                       | 着任日        | 退任日        | 期間       | 所属組織 |
| -- | ------------------------- | ------------------------------------------ | ------------- | ------------- | ---------- | -------- |
| 1  | ダグラス・マッカーサー    | 元帥 ダグラス・マッカーサー (1880–1964)    | 1947年1月1日  | 1951年4月11日 | 4年, 100日 | 陸軍     |
| 2  | マシュー・リッジウェイ    | 大将 マシュー・リッジウェイ (1895–1993)    | 1951年4月11日 | 1952年5月12日 | 1年, 31日  | 陸軍     |
| 3  | マーク・W・クラーク       | 大将 マーク・W・クラーク (1896–1984)       | 1952年5月12日 | 1953年10月7日 | 1年, 148日 | 陸軍     |
| 4  | ジョン・E・ハル（英語版） | 大将 ジョン・E・ハル (1895–1975)           | 1953年10月7日 | 1955年4月1日  | 1年, 176日 | 陸軍     |
| 5  | マクスウェル・D・テイラー | 大将 マクスウェル・D・テイラー (1901–1987) | 1955年4月1日  | 1955年6月5日  | 65日       | 陸軍     |
| 6  | ライマン・レムニッツァー  | 大将 ライマン・レムニッツァー (1899–1988)  | 1955年6月5日  | 1957年7月1日  | 2年, 26日  | 陸軍     |